# Duncan McNeil

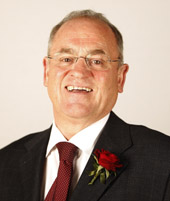
Duncan McNeil

Duncan McNeil (* 7. September 1950 in Greenock) ist ein schottischer Politiker und Mitglied der Labour Party.

## Leben
McNeil ließ sich auf einer Schiffswerft zum Kesselbauer ausbilden. Ab 1981 war er für die Gewerkschaft GMB tätig. Er bildete sich weiter und wurde schließlich Regionalkoordinator der Gewerkschaft.
Bei den ersten Schottischen Parlamentswahlen im Jahre 1999 trat McNeil erstmals zu Wahlen auf nationaler Ebene an. Er bewarb sich um das Direktmandat des Wahlkreises Greenock and Inverclyde und konnte es mit deutlichem Vorsprung vor dem Kandidaten der Liberaldemokraten, Ross Finnie, erringen. Im Parlament fungierte er als Einpeitscher der Labour-Fraktion. Bei den Parlamentswahlen 2003 und 2007 verteidigte McNeil sein Mandat. 2011 erhielt er abermals das Mandat von Greenock and Inverclyde, jedoch verteidigte er es trotz leichten Stimmgewinnen nur knapp vor dem SNP-Kandidaten Stuart McMillan.